# Ренді Метсон
Джеймс Рендел «Ренді» Метсон (англ. James Randel "Randy" Matson; нар. 5 березня 1945) — американський легкоатлет, який спеціалізувався в штовханні ядра та метанні диска.

## Із життєпису
Олімпійський чемпіон зі штовхання ядра (1968).
Срібний олімпійський призер зі штовхання ядра (1964).
Чемпіон Панамериканських ігор зі штовхання ядра (1967).
Чемпіон Універсіади зі штовхання ядра (1967).
Шестиразовий чемпіон США зі штовхання ядра (1964, 1966, 1967, 1968, 1970, 1972). Срібний призер чемпіонатів США зі штовхання ядра (1969, 1971). Бронзовий призер чемпіонату США з метання диска (1966).
Срібний (1964) та бронзовий (1968) призер олімпійських відбіркових змагань США зі штовхання ядра.
Переможець змагань зі штовхання ядра на матчевих зустрічах СРСР — США (1965, 1971).
Автор двох світових рекордів зі штовхання ядра — 21,52 (1965) та 21,78 (1967).
Ексрекордсмен США з метання диска.

## Визнання
- Приз Джеймса Саллівана[en] (1967)
- Член Зали слави легкої атлетики США (1984)